# Vágáshuta
Vágáshuta (slovaque : Vágašská Huta) est un village et une commune du comitat de Borsod-Abaúj-Zemplén en Hongrie.